# Sala Vermelha (Casa Branca)

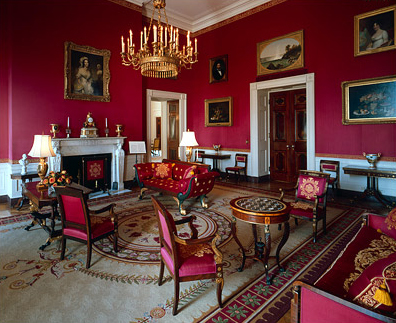
Sala Vermelha.

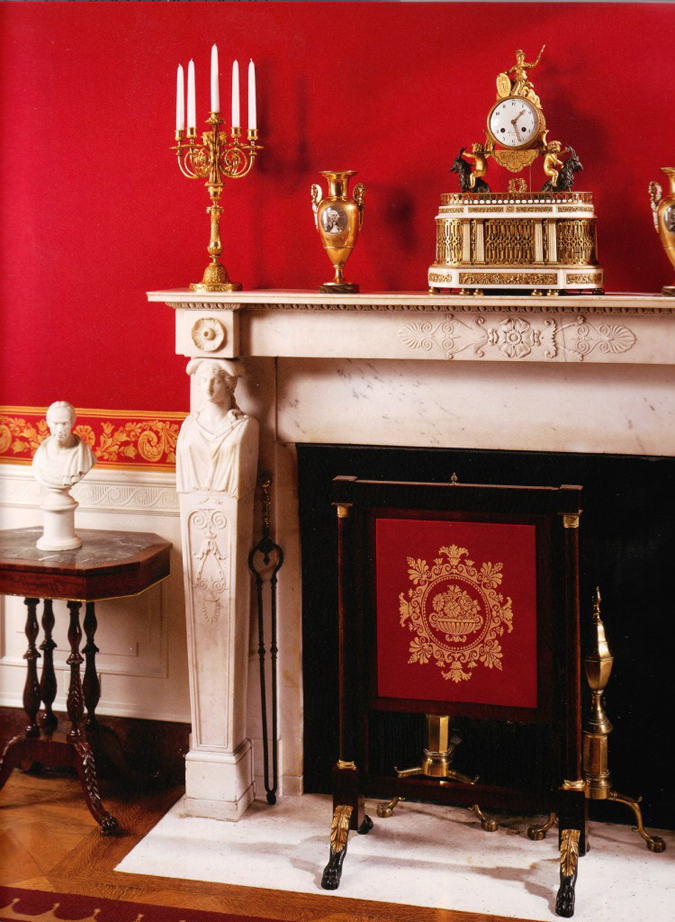
Lareira na Sala Vermelha.

A Sala Vermelha (em inglês:  Red Room) é um dos três salões de estado do primeiro andar da Casa Branca. Esta sala serve como sala de música e recentemente têm recebido jantares particulares. É tradicionalmente decorada com mobília vermelha. A sala possui aproximadamente 28 pés X 22 pés. A Sala Vermelha também possui 6 portas, das quais 2 levam para a Sala Azul e para a Sala de Jantar de Estado. 
Foi reformada em 2001 pela primeira-dama Hillary Clinton, que determinou que a cor deveria ser vermelho carmesim. 

## História
O desenho de Benjamin Henry Latrobe de 1803 do primeiro andar da Casa Branca indica que a sala serviu como vestíbulo para o presidente. 
Durante o governo de James Madison, o vestíbulo tornou-se a Yellow Drawing Room (Sala Amarela de Desenho) e serviu como sala de recepções da primeira-dama Dolley Madison. James Monroe adquiriu um mobiliário em estilo império para a Sala Vermelha, assim como ele havia planejado para a Sala Azul.

## Sala de Música
Os Madisons, os Lincolns, os Grants e os Kennedys usaram a Sala Vermelha como sala de música e colocaram nela um piano e um violão ao lado da lareira. 

## Uso

Localização da Sala Vermelha na Casa Branca.

O presidente Ulysses Grant temendo perder o poder para Rutherford B. Hayes (por causa da eleição impugnada) tomou posse secretamente nesta sala uma noite antes de sua cerimônia de posse e mais tarde usou a Sala Vermelha como sala de recepções. Eleanor Roosevelt usou a sala como local de reunião com a imprensa. Os Reagan freqüentemente usaram esta sala para fotografias oficiais com chefes de estado visitantes e os Clinton usaram a sala para pequenos jantares.